# هواپیماربایی (سریال تلویزیونی)
هواپیماربایی (به انگلیسی: Hijack) یک مجموعه تلویزیونی دلهره‌آور است که توسط جورج کی و جیم فیلد اسمیت ساخته شده است و ادریس البا در نقش اصلی آن بازی می‌کند. این سریال در ۲۸ ژوئن ۲۰۲۳ در اپل تی‌وی پلاس نمایش داده شد. در ژانویه ۲۰۲۴، این سریال برای فصل دوم تمدید شد.

## داستان
سم نلسون (ادریس البا)، یک مذاکره‌کننده تجاری با استعداد، باید از مهارت‌های خود برای پایان مسالمت آمیز یک هواپیمای ربوده شده از دبی به لندن استفاده کند.

## بازیگران و شخصیت‌ها

### اصلی
- ادریس البا در نقش سم نلسون، یک مذاکره کننده تجاری شرکتی
- نیل مسکل در نقش استوارت آترتون / جرالد تیلور، برادر بزرگ لوئیس و رهبر هواپیماربایان
- کریستین آدامز در نقش مارشا اسمیت-نلسون، همسر جدا شده سم، استاد فیزیک
- ایو مایلز در نقش آلیس سینکلر، یک کنترل‌کننده ترافیک هوایی
- آرچی پنجابی در نقش زهرا گهفور، بازرس ارشد و شریک سابق اوفارل و عضو فرماندهی مبارزه با تروریسم
- ماکس بیسلی در نقش دنیل اوفارل، دوست پسر فعلی مارشا، یک افسر پلیس متروپولیتن
- بن مایلز در نقش رابین آلن، خلبان پرواز شماره ۲۹ خطوط هوایی پادشاهی
- هتی موراهان در نقش لوئیز آیچیسون، وزیر امور خارجه بریتانیا
- نیل استوک در نقش نیل والش، وزیر کشور بریتانیا
- کایسا هامارلوند در نقش آنا کواچ، اولین افسر پرواز شماره ۲۹ خطوط هوایی پادشاهی
- زورا بیشاپ در نقش دیویا خان، مهماندار اصلی هواپیما
- جرمی آنگ جونز در نقش آرتور، مهماندار هواپیما
- کیت فیلیپس در نقش کولت فیشر، مهماندار هواپیما که با رابین رابطه نامشروع دارد.
- جاسپر بریتون در نقش تری رید / مارکوس ساتون، یکی از هواپیماربایان
- جک مک مولن در نقش لوئیس آترتون / رایان کانینگهام، برادر کوچکتر استوارت و یکی از هواپیماربایان
- ایمی کلی در نقش جیمی کنستانتینو / بلا کانینگهام، یکی از هواپیماربایان
- محمد الساندل در نقش جادن دهیر، یکی از هواپیماربایان
- سایمن مک‌برنی در نقش ادگار جانسن، یک جنایتکار قدرتمند

## تولید
در آوریل ۲۰۲۲ اعلام شد که اپل تی‌وی پلاس برای مینی سریال چراغ سبز نشان داده است که در آن ادریس البا به عنوان تهیه‌کننده اجرایی نقش آفرینی می‌کند. در ماه مه، آرچی پنجابی به گروه بازیگران پیوست.
تولید این سریال تلویزیونی در ۹ می ۲۰۲۲ در آیلزبری آغاز شد و در ۱۸ نوامبر ۲۰۲۲ به پایان رسید. این سریال از هفت قسمت تشکیل شده است.
در ژانویه ۲۰۲۴، برای فصل دوم تمدید شد.

## بازخورد
در وب‌سایت بازبینی جمعی راتن تومیتوز، ۸۶ درصد از ۵۷ نقد منتقد، با میانگین امتیاز ۷/۱۰ مثبت است. متاکریتیک، که از میانگین وزنی استفاده می‌کند، بر اساس ۲۶ منتقد، امتیاز ۶۶ از ۱۰۰ را به فیلم اختصاص داد که نشان دهنده نقدهای «به‌طور کلی مطلوب» است.
هفته پایانی آن، از ۳۱ ژوئیه تا ۶ اوت ۲۰۲۳، هواپیماربایی به دومین برنامه اپل تی‌وی پلاس تبدیل شد که با دریافت ۳۵۷ میلیون دقیقه زمان مشاهده در رتبه‌بندی تحقیقات رسانه‌ای نیلسن برای نمایش‌های اصلی فهرست شد.